# 전진영 (야구 선수)
전진영(1998년 4월 30일 ~ )은 전 KBO 리그 LG 트윈스의 외야수이다.

## kt 위즈시절
2021년에 입단하였다. 2022년 5월 3일 롯데 자이언츠와의 경기에 출전하며 데뷔 첫 경기를 치렀고, 경기에서 1타수 무안타를 기록했다. 2022년 시즌 후 방출됐다.

## LG 트윈스시절
2024년에 입단하였다.

## 출신 학교
- 영일초등학교
- 영남중학교
- 성남고등학교
- 경희대학교